# Будённовская (станица)
Будённовская — станица в Пролетарском районе Ростовской области.
Административный центр Будённовского сельского поселения.

## География
Станица расположена на западе Пролетарского района в пределах Сальско-Манычской гряды, являющейся широтным продолжением Ергенинской возвышенности, в 6 км от Веселовского водохранилища, на северном берегу реки Пролетарская ветвь, при балке Усть-Гремучая. Рельеф местности — холмисто-равнинный. Высота центра станицы — 26 метров над уровнем моря. Распространены чернозёмы южные и тёмно-каштановые почвы.
По автомобильной дороге расстояние до Ростова-на-Дону составляет 220 км, до районного центра города Пролетарск — 33 км. Через станицу проходит автодорога Пролетарск — Большая Орловка
Климат
Климат умеренный континентальный (согласно классификации климатов Кёппена-Гейгера — Dfa). Среднегодовая температура воздуха положительная и составляет + 10,0 °C, средняя температура самого холодного месяца января — 4,3 °C, самого жаркого месяца июля + 23,7 °C. Расчётная многолетняя норма осадков — 478 мм. Наименьшее количество осадков выпадает в марте (норма — 31 мм), наибольшее в июне (48 мм) и декабре (52 мм).
Часовой пояс
Будённовская, как и вся Ростовская область, находится в часовой зоне МСК (московское время). Смещение применяемого времени относительно UTC составляет +3:00.

## История
Станица основана в 1877 году из Ики-Бурульской (Намровской) и Багутовской (Батлаевской) сотен Нижнего улуса Калмыцкого округа Области войска Донского. Станица получила имя войскового атамана Матвея Платова (1753—1818). Станичное правление расположилось в урочище Гремучий колодезь. Вошедшая в состав станичного юрта Багутовская сотня оказалась на значительном удалении от центра станицы Платовской, это вызвало недовольство калмыков бывшей Багутовской (Батлаевской) и в 1880 году третья сотня Нижнего улуса (Батлаевская) была причислена к юрту станицы Денисовской.
С 1884 года станица Платовская в составе Сальского округа Области войска Донского.
Однако фактически переход калмыков Намровской сотни к оседлости начался ещё до перехода к станичному делению. Начало оседлости можно установить в «Списке населённых мест по сведениям 1859 года». Там впервые упоминается хурульский молитвенный дом и пять обывательских домов в Намровской калмыцкой сотне (четвёртая сотня Нижнего улуса). Всего в сотне кочевало 565 кибиток, проживало 2471 человек. Согласно сведениям размещённым на официальном портал администрации Пролетарского района Ростовской области оседлое поселение в урочище Гремучий колодезь возникло в 1803 году.
Ики-Бурульская (Намровская) сотня выделилась в начале XIX века в результате разделения бурульского аймака донских калмыков. Впоследствии в станице Платовской действовал свой родовой ики-бурульский хурул (буддийский храм).
Согласно данным первой Всероссийской переписи населения 1897 года в станице Платовской проживало всего 1380 человек, в том числе 30 при хуруле. В станичный юрт также входило 2 хутора (Шарабулукский, Эльмотянский) и 5 временных поселений. Всего в юрте станицы проживало около 4000 человек
К 1915 году в станице насчитывалось уже 386 дворов, проживало 1444 души мужского и 1372 женского пола, имелись мужское и женское училища, 2 мукомольные мельницы, церковно-приходская школа
После революции станица Платовская была переименована в честь героя гражданской войны, впоследствии известного советского полководца С. М. Будённого, который жил в этой станице некоторое время.
В результате Гражданской войны калмыцкое население станицы резко сократилось, оставшееся население переселилось на территорию образованной в 1920 году Калмыцкой АО. Согласно первой Всесоюзной переписи населения 1926 года население станицы составило 2625 человек, калмыки в станице не проживали.
В станице Будённовской расположен дом-музей С. М. Будённого, образованный в 1939 году. Это маленький домик (С. М. Будённый родился в бедной семье), покрытый стеклянным павильоном. В домике находятся все предметы домашнего обихода, принадлежащие семье Будённых, сделанные его отцом. В стеклянном павильоне находятся экспозиции по истории образования 1-й Конной армии, одним из создателей и руководителей которой был Будённый.

## Население
Динамика численности населения
| 1897 | 1915 | 1926 |
| ---- | ---- | ---- |
| 1380 | 2816 | 2625 |

| 2010 |
| ---- |
| 2114 |

## Экономика
- ТОО Будённовское (Молочная продукция — производство и продажа).[19]

## Культура
- Дом культуры
- Дом-музей С. М. Будённого
- Библиотека

## Улицы
| - Будённого пер. - Лесная ул. - Городовикова пер. - Лобикова пер. - Гремучая ул. - Матросова пер. - Долгополова пер. | - Морозова ул. - Думенко пер. - Никифорова пер. - Западный пер. - Первой Конной Армии пер. - Калинина ул. | - Северная ул. - Комсомольская ул. - Фрунзе пер. - Кривошлыковская ул. - Южная ул. - Ленина ул. |

## Известные уроженцы
- Будённый, Семён Михайлович (1883—1973) — советский полководец, один из первых Маршалов Советского Союза, трижды Герой Советского Союза, полный кавалер Георгиевского креста и Георгиевской медали всех степеней.
- Безуглов, Анатолий Алексеевич (1928—2022) — российский и советский юрист.